# روزي رويز
روزي رويز (بالإسبانية: Rosie Ruiz)‏ هي عداءة مراثونية أمريكية وكوبية، ولدت في 1953 في هافانا في كوبا.